# Acraea aspectasemoides
Acraea aspectasemoides är en fjärilsart som beskrevs av Le Doux 1922. Acraea aspectasemoides ingår i släktet Acraea och familjen praktfjärilar. Inga underarter finns listade i Catalogue of Life.